# Kai Huckenbeck
Kai Huckenbeck (ur. 23 lutego 1993 w Wuppertalu) – niemiecki żużlowiec.

## Życiorys
Jest sześciokrotnym medalistą indywidualnych mistrzostw Niemiec na żużlu: w latach 2013 i 2014 zdobył medale złote, natomiast w 2011, 2017, 2018 i 2021 – medale srebrne. Dwukrotnie stawał na podium indywidualnych mistrzostw Niemiec juniorów na żużlu (2011 – I miejsce, 2013 – II miejsce). Czterokrotnydrużynowy mistrz Niemiec (2014, 2015, 2019, 2021). 
Finalista indywidualnych mistrzostw Europy juniorów na żużlu (2011 – IX miejsce). Dwukrotny finalista drużynowych mistrzostw Europy juniorów na żużlu (2012 – IV miejsce, 2014 – IV miejsce). Finalista mistrzostw Europy par na żużlu (2015 – IV miejsce). Czterokrotny finalista indywidualnych mistrzostw Europy na żużlu (2018 – IX miejsce, 2019 – X miejsce, 2020 – XIII miejsce, 2021 – IX miejsce). Czterokrotny uczestnik cyklu Grand Prix na żużlu (2017 – XXVI miejsce, 2018 – XXV miejsce, 2019 – XXVII miejsce, 2022 – XXII miejsce).
W lidze brytyjskiej startował w barwach klubu King’s Lynn Stars (2016, 2017), natomiast w lidze polskiej reprezentował kluby: Kolejarz Opole (2014), Polonia Bydgoszcz (2016, 2020 i od 2024), GKM Grudziądz (2017-2018), Orzeł Łódź (2019) i Trans MF Landshut Devils (2021-2023).

## Przynależność klubowa
Polska
- Kolejarz Opole (2014)
- Polonia Bydgoszcz (2016)
- GKM Grudziądz (2017–2018)
- Orzeł Łódź (2019)
- Polonia Bydgoszcz (2020)
- Trans MF Landshut Devils (2021–2023, Niemcy)
- Polonia Bydgoszcz (2024–)

## Mistrzostwa świata

### Starty w Grand Prix (indywidualnych mistrzostwach świata na żużlu)

#### Punkty w poszczególnych zawodachGrand Prix
| Sezon 2017             |                      |                      |                         |                                 |                                |                                 |                                 |                                |                       |                                   |                          |                   |         |         |         |         |         |         |         |         |         |        |        |        |        |        |        |        |        |        |        |        |        |   |
| GP Słowenii – Krško    | GP Polski – Warszawa | GP Łotwy – Dyneburg  | GP Czech – Praga        | GP Danii – Horsens              | GP Wielkiej Brytanii – Cardiff | GP Szwecji – Målilla            | GP Polski – Gorzów Wielkopolski | GP Niemiec – Teterow           | GP Sztokholmu – Solna | GP Polski – Toruń                 | GP Australii – Melbourne | miejsce           | miejsce | miejsce | miejsce | miejsce | miejsce | miejsce | miejsce | miejsce | miejsce | punkty | punkty | punkty | punkty | punkty | punkty | punkty | punkty | punkty | punkty |        |        |   |
| –                      | –                    | –                    | –                       | –                               | –                              | –                               | –                               | 4                              | –                     | –                                 | –                        | 26.               | 26.     | 26.     | 26.     | 26.     | 26.     | 26.     | 26.     | 26.     | 26.     | 4      | 4      | 4      | 4      | 4      | 4      | 4      | 4      | 4      | 4      |        |        |   |
| Sezon 2018             |                      |                      |                         |                                 |                                |                                 |                                 |                                |                       |                                   |                          |                   |         |         |         |         |         |         |         |         |         |        |        |        |        |        |        |        |        |        |        |        |        |   |
| GP Polski – Warszawa   | GP Czech – Praga     | GP Danii – Horsens   | GP Szwecji – Hallstavik | GP Wielkiej Brytanii – Cardiff  | GP Skandynawii – Målilla       | GP Polski – Gorzów Wielkopolski | GP Słowenii – Krško             | GP Niemiec – Teterow           | GP Polski – Toruń     | miejsce                           | miejsce                  | miejsce           | miejsce | miejsce | miejsce | miejsce | miejsce | miejsce | miejsce | miejsce | miejsce | punkty | punkty | punkty | punkty | punkty | punkty | punkty | punkty | punkty | punkty | punkty | punkty |   |
| –                      | –                    | –                    | –                       | –                               | –                              | –                               | –                               | 2                              | –                     | 25.                               | 25.                      | 25.               | 25.     | 25.     | 25.     | 25.     | 25.     | 25.     | 25.     | 25.     | 25.     | 2      | 2      | 2      | 2      | 2      | 2      | 2      | 2      | 2      | 2      | 2      | 2      |   |
| Sezon 2019             |                      |                      |                         |                                 |                                |                                 |                                 |                                |                       |                                   |                          |                   |         |         |         |         |         |         |         |         |         |        |        |        |        |        |        |        |        |        |        |        |        |   |
| GP Polski – Warszawa   | GP Słowenii – Krško  | GP Czech – Praga     | GP Szwecji – Hallstavik | GP Polski – Wrocław             | GP Skandynawii – Målilla       | GP Niemiec – Teterow            | GP Danii – Vojens               | GP Wielkiej Brytanii – Cardiff | GP Polski – Toruń     | miejsce                           | miejsce                  | miejsce           | miejsce | miejsce | miejsce | miejsce | miejsce | miejsce | miejsce | miejsce | miejsce | punkty | punkty | punkty | punkty | punkty | punkty | punkty | punkty | punkty | punkty | punkty | punkty |   |
| –                      | –                    | –                    | –                       | –                               | –                              | 0                               | –                               | –                              | –                     | 27.                               | 27.                      | 27.               | 27.     | 27.     | 27.     | 27.     | 27.     | 27.     | 27.     | 27.     | 27.     | 0      | 0      | 0      | 0      | 0      | 0      | 0      | 0      | 0      | 0      | 0      | 0      |   |
| Sezon 2022             |                      |                      |                         |                                 |                                |                                 |                                 |                                |                       |                                   |                          |                   |         |         |         |         |         |         |         |         |         |        |        |        |        |        |        |        |        |        |        |        |        |   |
| GP Chorwacji – Goričan | GP Polski – Warszawa | GP Czech – Praga     | GP Niemiec – Teterow    | GP Polski – Gorzów Wielkopolski | GP Wielkiej Brytanii – Cardiff | GP Polski – Wrocław             | GP Danii – Vojens               | GP Szwecji – Målilla           | GP Polski – Toruń     | GP Oceanii – miejsce do ustalenia | miejsce                  | miejsce           | miejsce | miejsce | miejsce | miejsce | miejsce | miejsce | miejsce | miejsce | miejsce | punkty | punkty | punkty | punkty | punkty | punkty | punkty | punkty | punkty | punkty | punkty |        |   |
| –                      | –                    | –                    | 7                       | –                               | –                              | –                               | –                               | –                              | –                     | –                                 | 22.                      | 22.               | 22.     | 22.     | 22.     | 22.     | 22.     | 22.     | 22.     | 22.     | 22.     | 22.    | 7      | 7      | 7      | 7      | 7      | 7      | 7      | 7      | 7      | 7      | 7      | 7 |
| Sezon 2023             |                      |                      |                         |                                 |                                |                                 |                                 |                                |                       |                                   |                          |                   |         |         |         |         |         |         |         |         |         |        |        |        |        |        |        |        |        |        |        |        |        |   |
| GP Chorwacji – Goričan | GP Polski – Warszawa | GP Czech – Praga     | GP Niemiec – Teterow    | GP Polski – Gorzów Wielkopolski | GP Szwecji – Målilla           | GP Łotwy – Ryga                 | GP Wielkiej Brytanii – Cardiff  | GP Danii – Vojens              | GP Polski – Toruń     | miejsce                           | miejsce                  | miejsce           | miejsce | miejsce | miejsce | miejsce | miejsce | miejsce | miejsce | punkty  | punkty  | punkty | punkty | punkty | punkty | punkty | punkty | punkty | punkty |        |        |        |        |   |
| –                      | –                    | –                    | 1                       | –                               | –                              | –                               | –                               | 5                              | 5                     | 17.                               | 17.                      | 17.               | 17.     | 17.     | 17.     | 17.     | 17.     | 17.     | 17.     | 17.     | 17.     | 11     | 11     | 11     | 11     | 11     | 11     | 11     | 11     | 11     | 11     | 11     | 11     |   |
| Sezon 2024             |                      |                      |                         |                                 |                                |                                 |                                 |                                |                       |                                   |                          |                   |         |         |         |         |         |         |         |         |         |        |        |        |        |        |        |        |        |        |        |        |        |   |
| GP Chorwacji – Goričan | Sprint – Warszawa    | GP Polski – Warszawa | GP Niemiec – Landshut   | GP Czech – Praga                | GP Szwecji – Målilla           | GP Polski – Gorzów Wielkopolski | Sprint – Cardiff                | GP Wielkiej Brytanii – Cardiff | GP Polski – Wrocław   | GP Łotwy – Ryga                   | GP Danii – Vojens        | GP Polski – Toruń | miejsce | miejsce | miejsce | miejsce | miejsce | miejsce | miejsce | miejsce | punkty  | punkty | punkty | punkty | punkty | punkty | punkty | punkty |        |        |        |        |        |   |
| 11                     | –                    | 9                    | 5                       | 2                               | 3                              | 11                              | –                               | 2                              | 3                     | 8                                 | 4                        | 3                 | 12      | 12      | 12      | 12      | 12      | 12      | 12      | 12      | 61      | 61     | 61     | 61     | 61     | 61     | 61     | 61     |        |        |        |        |        |   |

| Statystyki        | Statystyki |
| ----------------- | ---------- |
| Starty            | 18         |
| Zwycięstwa        | 0          |
| Miejsca na podium | 0          |
| Finalista         | 0          |
| Punkty            | 85         |

## Mistrzostwa Polski

### Drużynowe Mistrzostwa Polski
| Sezon | Klub                        | Miejsce | Średnia biegowa | Liga       | Zwycięzca ligi            | Mistrz Polski            |
| ----- | --------------------------- | ------- | --------------- | ---------- | ------------------------- | ------------------------ |
| 2014  | Kolejarz Opole              | 5.      | 1,351           | II Liga    | ŻKS Ostrovia Ostrów       | Stal Gorzów Wielkopolski |
| 2016  | Polonia Bydgoszcz           | 8.      | 1,364           | I Liga     | Orzeł Łódź                | Stal Gorzów Wielkopolski |
| 2017  | MrGarden GKM Grudziądz      | 6.      | 1,000           | Ekstraliga | Fogo Unia Leszno          | Fogo Unia Leszno         |
| 2018  | MrGarden GKM Grudziądz      | 6.      | 1,000           | Ekstraliga | Fogo Unia Leszno          | Fogo Unia Leszno         |
| 2019  | Orzeł Łódź                  | 7.      | 1,545           | I Liga     | ROW Rybnik                | Fogo Unia Leszno         |
| 2020  | Abramczyk Polonia Bydgoszcz | 7.      | 1,750           | I Liga     | eWinner Apator Toruń      | Fogo Unia Leszno         |
| 2021  | Trans MF Landshut Devils    | 1.      | 2,386           | II Liga    | –                         | Betard Sparta Wrocław    |
| 2022  | Trans MF Landshut Devils    | 4.      | 2,288           | I Liga     | Cellfast Wilki Krosno     | Motor Lublin             |
| 2023  | Trans MF Landshut Devils    | 5.      | 2,173           | I Liga     | Enea Falubaz Zielona Góra | Platinum Motor Lublin    |
| 2024  | Abramczyk Polonia Bydgoszcz | 2.      | 2,100           | I Liga     | Innpro ROW Rybnik         | Orlen Oil Motor Lublin   |